# Enter the Wu-Tang (36 Chambers)
Enter the Wu-Tang (36 Chambers) ist das Debütalbum der Rap-Formation Wu-Tang Clan und wurde am 9. November 1993 von Loud Records und RCA Records veröffentlicht. Es wird als eines der einflussreichsten Alben der 1990er Jahre und besten Hip-Hop-Alben aller Zeiten bezeichnet.

## Musikstil
Die Aufnahmen erfolgten 1992/93 in New York City, RZA produzierte und mischte die Beats. Die Produktion war sehr roh, was vor allem am schlechten Equipment gelegen hat. Die Beats sind daher minimalistisch, mit wenigen Effekten und sorgen für eine surreale Atmosphäre. Der Sound des Albums gilt gerade deswegen als wegweisend, da er Elemente des Undergrounds in den Mainstream-Hip-Hop brachte. Die zahlreichen Samples stammen aus der Soulmusik und diversen Martial-Arts-Filmen. Alle Tracks, bis auf Method Man und Clan in Da Front, sind Posse Cuts, das heißt jedes Bandmitglied trägt mehrere Zeilen vor und übergibt dann an den nächsten Interpreten.
Die Texte handeln unter anderem von Shaolin-Kampfkunst, Marihuana und Straßenkämpfen. Außerdem wird oft die Heimat der Clan-Mitglieder, die Insel Staten Island in New York, erwähnt.

## Titelliste
Alle Songs wurden von den Mitgliedern des Wu-Tang Clan geschrieben.
1. Bring Da Ruckus – 4:10
2. Shame on a Nigga – 2:57
3. Clan in da Front – 4:33
4. Wu-Tang: 7th Chamber – 6:05
5. Can It Be All So Simple – 6:53
6. Da Mystery of Chessboxin’ – 4:48
7. Wu-Tang Clan Ain’t Nuthing Ta F’ Wit – 3:36
8. C.R.E.A.M. – 4:12
9. Method Man – 5:50
10. Protect Ya Neck – 4:52
11. Tearz – 4:17
12. Wu-Tang: 7th Chamber - Part II – 6:09
Bonustracks (Expanded Edition)
13. Protect Ya Neck (Shao Lin Version) – 4:38
14. Method Man (Home Grown Version) – 5:10
15. C.R.E.A.M. (Cash Rules Everything Around Me) (A Cappella) – 2:38

## Bedeutung
Nachdem die Westküste mit dem G-Funk den Hip-Hop für eine lange Zeit dominierte, schaffte es der Wu-Tang Clan den Eastcoast-Hip-Hop wieder populär zu machen und Hip-Hop dahin zurückzubringen, wo alles angefangen hatte – nach New York City. Enter the Wu-Tang (36 Chambers) ebnete den Weg für andere Rapper aus New York, wie Notorious B.I.G., Jay-Z und Nas. Das Album war außerdem der Startschuss für die erfolgreichen Solokarrieren von Method Man, GZA, Ol’ Dirty Bastard, Raekwon und Ghostface Killah.
Rolling Stone wählte das Album 2003 auf Platz 386, 2012 auf Platz 387 und 2020 auf Platz 27 der 500 besten Alben aller Zeiten. Es belegt zudem Platz 29 der 100 besten Alben der 1990er Jahre sowie Platz 8 der 200 besten Hip-Hop-Alben. C.R.E.A.M. erreichte Platz 107 der 500 besten Songs aller Zeiten.
In der Aufstellung der 500 besten Alben aller Zeiten des New Musical Express rangiert Enter the Wu-Tang (36 Chambers) auf Platz 30.
Pitchfork führt es auf Platz 36 der 100 besten Alben des Jahrzehnts.
Das Magazin Spin wählte es auf Platz 22 der 90 besten Alben der 1990er Jahre und später auf Platz 2 der 300 besten Alben aus dem Zeitraum 1985 bis 2014.
In der Auswahl der 200 besten Alben aller Zeiten von Uncut belegt es Platz 160.
Time berücksichtigte C.R.E.A.M. bei der Zusammenstellung der 100 größten Songs.
2022 wurde das Album in die National Recording Registry der Library of Congress aufgenommen.
Enter the Wu-Tang (36 Chambers) gehört zu den 1001 Albums You Must Hear Before You Die.

## Kommerzieller Erfolg

### Chartplatzierungen
| ChartsChartplatzierungen       | Höchstplatzierung | Wochen |
| ------------------------------ | ----------------- | ------ |
| Schweiz (IFPI)                 | 57 (1 Wo.)        | 1      |
| Vereinigte Staaten (Billboard) | 41 (43 Wo.)       | 43     |
| Vereinigtes Königreich (OCC)   | 83 (3 Wo.)        | 3      |

### Auszeichnungen für Musikverkäufe
| Land/Region                  | Auszeichnungen für Musikverkäufe (Land/Region, Auszeichnung, Verkäufe) | Verkäufe  |
| ---------------------------- | ---------------------------------------------------------------------- | --------- |
| Australien (ARIA)            | Platin                                                                 | 70.000    |
| Kanada (MC)                  | 3× Platin                                                              | 300.000   |
| Neuseeland (RMNZ)            | Platin                                                                 | 15.000    |
| Vereinigte Staaten (RIAA)    | 3× Platin                                                              | 3.000.000 |
| Vereinigtes Königreich (BPI) | Platin                                                                 | 300.000   |
| Insgesamt                    | 9× Platin ·                                                            | 3.685.000 |

## Sonstiges
- Namensgeber für das Album war der 1978 erschienene Martial-Arts-Film Die 36 Kammern der Shaolin.
- Etwa die Hälfte der Albumtitel erschienen 2004 ebenfalls auf der Kompilation Legend of the Wu-Tang: Wu-Tang Clan’s Greatest Hits.